# Polonia ai XVII Giochi olimpici invernali
La Polonia partecipò ai XVII Giochi olimpici invernali, svoltisi a Lillehammer, Norvegia, dal 12 al 27 febbraio 1994, con una delegazione di 28 atleti impegnati in otto discipline.